# ДОТ № 409 (КиУР)
50°26′45″ пн. ш. 30°14′35″ сх. д. / 50.44583° пн. ш. 30.24306° сх. д.

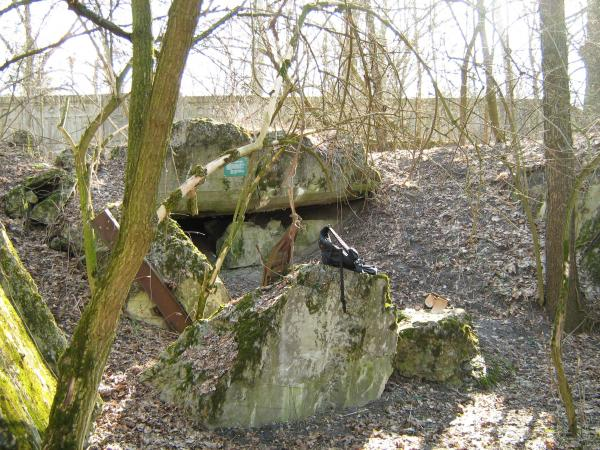
ДОТ № 409

ДОТ № 409 — довготривала оборонна точка, що входила до складу першої лінії оборони Київського укріпленого району на західній ділянці оборони м. Києва. 

## Опис
ДОТ № 409 також відомий, як ДОТ Цимбала — від прізвища командира гарнізону споруди та командира 2-ї роти 193 окремого кулеметного батальйону старшого лейтенанта Миколи Миколайовича Цимбала. Ця фортифікаційна споруда мала 1 поверх, 3 амбразури для станкових кулеметів (основне озброєння). ДОТ № 409 мав спеціальне протихімічне приміщення і тому належить до фортифікаційних споруд типу «Б». Його клас стійкості «М1». Тобто споруда могла витримати 1 влучання 203-мм гаубиці.

## Служба

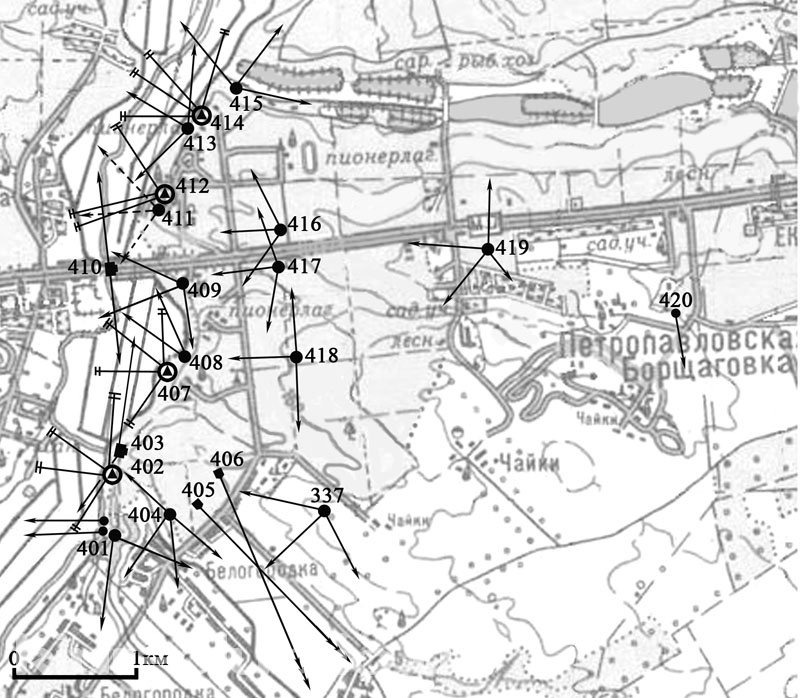
ДОТ № 409 у системі оборони 3-го БРО КиУР

Організаційно ДОТ входив до складу 3-го батальйонного району оборони (БРО) КиУРа, що прикривав безпосередньо Берестейське шосе (Житомирське шосе). Берестейське шосе було найбільш танконебезпечним для міста Київ. Тому з початком Німецько-радянської війни на даній ділянці споруджена велика кількість польових укріплень, позицій для мінометів, протитанкових та польових гармат. 

ст. лейтенант М.М. Цимбал

Гарнізон цього ДОТ одними із перших взяв участь в обороні Києва. У період 11—13 липня 1941 року відносно невеликі німецькі моторизовані загони та розвідка намагалися на цій ділянці перейти річку Ірпінь. Але ворога вдалося зупинити. Скоріш за все гарнізон ДОТ № 409 лише спостерігав за цими подіями, аби не видавати своєї позиції невеликим силам супротивника, яких могли затримати передові пости та польові укріплення КиУР.
Під час другого штурму КиУР, що розпочався 16 вересня 1941 року, ДОТ № 409 не мав бойового контакту із супротивником. Вдень 18 вересня війська 37-ї армії Південно-Західного фронту розпочинають за наказом відхід із КиУР та міста Київ. Гарнізони ДОТ КиУР належали до останніх, хто відходив на лівий берег Дніпра, серед них був і гарнізон ДОТ № 409. Удень 19 вересня передові загони 71-ї піхотної дивізії німців зайняли територію 3-го БРО без бою, затримуючи лише дезертирів-червоноармійців та перебіжчиків.
Під час оборони міста М. М. Цимбал пропав безвісти.

## Сьогодення
ДОТ знищений, обставини підриву невідомі. Скоріш за все його знищили німецькі сапери під час зачистки КиУР, вже після 19 вересня 1941 року.
ДОТ № 409 має статус пам'ятки історії місцевого значення.